# Alma Adams
Alma Shealey Adams (High Point, 27 maggio 1946) è una politica statunitense, membro della Camera dei Rappresentanti per lo stato della Carolina del Nord.

## Biografia
Nata e cresciuta nella Carolina del Nord, dopo gli studi la Adams lavorò come docente universitaria.
Entrata in politica con il Partito Democratico, nel 1987 venne eletta all'interno del consiglio comunale di Greensboro, dove rimase per sette anni. Nel 1994 infatti lasciò il posto dopo aver ottenuto un seggio all'interno della legislatura statale della Carolina del Nord. Nello stesso anno la Adams si presentò alle elezioni ufficiali per il seggio e venne riconfermata, per poi ottenere altri nove mandati negli anni successivi.
Nel 2013 il deputato Mel Watt venne scelto dal Presidente Barack Obama come direttore di un'agenzia federale e dovette quindi lasciare il suo seggio alla Camera dei Rappresentanti. Vennero quindi indette delle elezioni speciali per determinare un sostituto che avrebbe preso il posto di Watt fino al Congresso successivo; queste elezioni speciali si tennero nella stessa data delle elezioni amministrative per selezionare i membri del seguente Congresso. Alma Adams si presentò come candidata in entrambe le elezioni e riuscì a vincerle, venendo eletta deputata. Entrando in carica già da subito, la Adams divenne la centesima donna eletta nel 113º Congresso.